# Neele Eckhardt
Neele Eckhardt (Ostercappeln, 2 luglio 1992) è una triplista tedesca.

## Biografia
Eckhardt si è affacciatta sui circuiti internazionali a partire dal 2009. Nel 2017 partecipa al suo primo Mondiale a Londra, disputando la gara finale, e vincendo nello stesso anno la medaglia d'oro alle Universiadi a Taiwan.

## Palmarès
| Anno | Manifestazione  | Sede       | Evento         | Risultato | Prestazione | Note                          |
| ---- | --------------- | ---------- | -------------- | --------- | ----------- | ----------------------------- |
| 2009 | Mondiali U18    | Bressanone | Salto in lungo | 12ª       | 5,81 m      |                               |
| 2009 | Mondiali U18    | Bressanone | Salto triplo   | 10ª       | 12,61 m     |                               |
| 2010 | Mondiali U20    | Moncton    | Salto triplo   | 8ª        | 12,91 m     |                               |
| 2013 | Europei U23     | Tampere    | Salto triplo   | 8ª        | 13,16 m     |                               |
| 2017 | Mondiali        | Londra     | Salto triplo   | 12ª       | 13,97 m     |                               |
| 2017 | Universiadi     | Taipei     | Salto triplo   | Oro       | 13,91 m     |                               |
| 2018 | Mondiali indoor | Birmingham | Salto triplo   | 13ª       | 13,87 m     |                               |
| 2018 | Europei         | Berlino    | Salto triplo   | 10ª       | 14,01 m     |                               |
| 2021 | Europei indoor  | Toruń      | Salto triplo   | Bronzo    | 14,52 m     | Miglior prestazione personale |
| 2021 | Giochi olimpici | Tokyo      | Salto triplo   | 14ª (q)   | 14,20 m     |                               |
| 2022 | Mondiali indoor | Belgrado   | Salto triplo   | 12ª       | 13,96 m     |                               |
| 2022 | Mondiali        | Eugene     | Salto triplo   | 20ª (q)   | 13,93 m     |                               |
| 2022 | Europei         | Monaco     | Salto triplo   | 4ª        | 14,43 m     |                               |